# Château de Longchamp
Pour les articles homonymes, voir Longchamp.
Le château de Longchamp est un pavillon situé dans le bois de Boulogne, à l'ouest de Paris, entre l'hippodrome homonyme (au sud) et la plaine de jeux de Bagatelle (au nord). Construit au milieu du XIXe siècle par Gabriel Davioud à la demande du baron Haussmann, il est ensuite successivement habité par Alfred Chauchard, puis François Coty qui le fait raser en vue d’une reconstruction dans les années 1930 et dont les travaux s’achèvent après la deuxième guerre. Il appartient aujourd'hui à la ville de Paris et a abrité le Centre international de l'enfance, et depuis 2015 la fondation GoodPlanet.

## Caractéristiques
Il s'agit d'un bâtiment de pierre blanche au fronton classique d'une superficie de 2 500 m2 entouré d'un parc de trois hectares, appelé domaine de Longchamp. L'édifice actuel dont les travaux s'achèvent à la fin des années 1940 est assez différent du pavillon originel.

## Histoire

### Premier château
Dans sa transformation de Paris, le baron Haussmann prévoit l'aménagement du bois de Boulogne, dont Napoléon III vient de céder la propriété à la ville de Paris. Cela inclut la plaine de Longchamp, qu'il avait décidé de rattacher au bois de Boulogne. Sur la partie sud de la plaine se trouvait autrefois l'abbaye royale de Longchamp, détruite à la Révolution et où, sous la pression du duc de Morny, la construction de l'hippodrome de Longchamp avait été actée en 1854. Pour la partie nord, qui longeait la Seine, toutes les maisons et enclos qui se trouvaient sur l'ancien domaine de l'abbaye furent expropriés et détruits, voués à devenir la plaine de jeux de Bagatelle.
Pour le terrain situé juste au nord du terrain de courses, se trouvait une maison dite « maison Dantand » du nom de son propriétaire. Haussman rapporte dans ses mémoires (tome III) :
« Lorsque le moment vint de m'occuper du surplus de cette partie du bois, je pris les ordres de l'Empereur sur ce que je devais faire de l'habitation (Dantand) toute moderne et très bourgeoise qui remplaçait la demeure de tant d'augustes personnages (l'abbaye), Sa Majesté m'ordonna de la transformer en élégante villa, dégagée de tous côtés ; de reporter les communs à quelque distance, derrière un rideau de plantations ; de clore le vaste jardin anglais, pour ne pas dire le parc largement coupé de pelouses, dont il voulait voir entourer cette villa par des cours d'eau ne permettant pas plus d'en discerner les limites du dedans que du dehors et d'en tenir le tout à sa disposition le plus tôt possible. ».

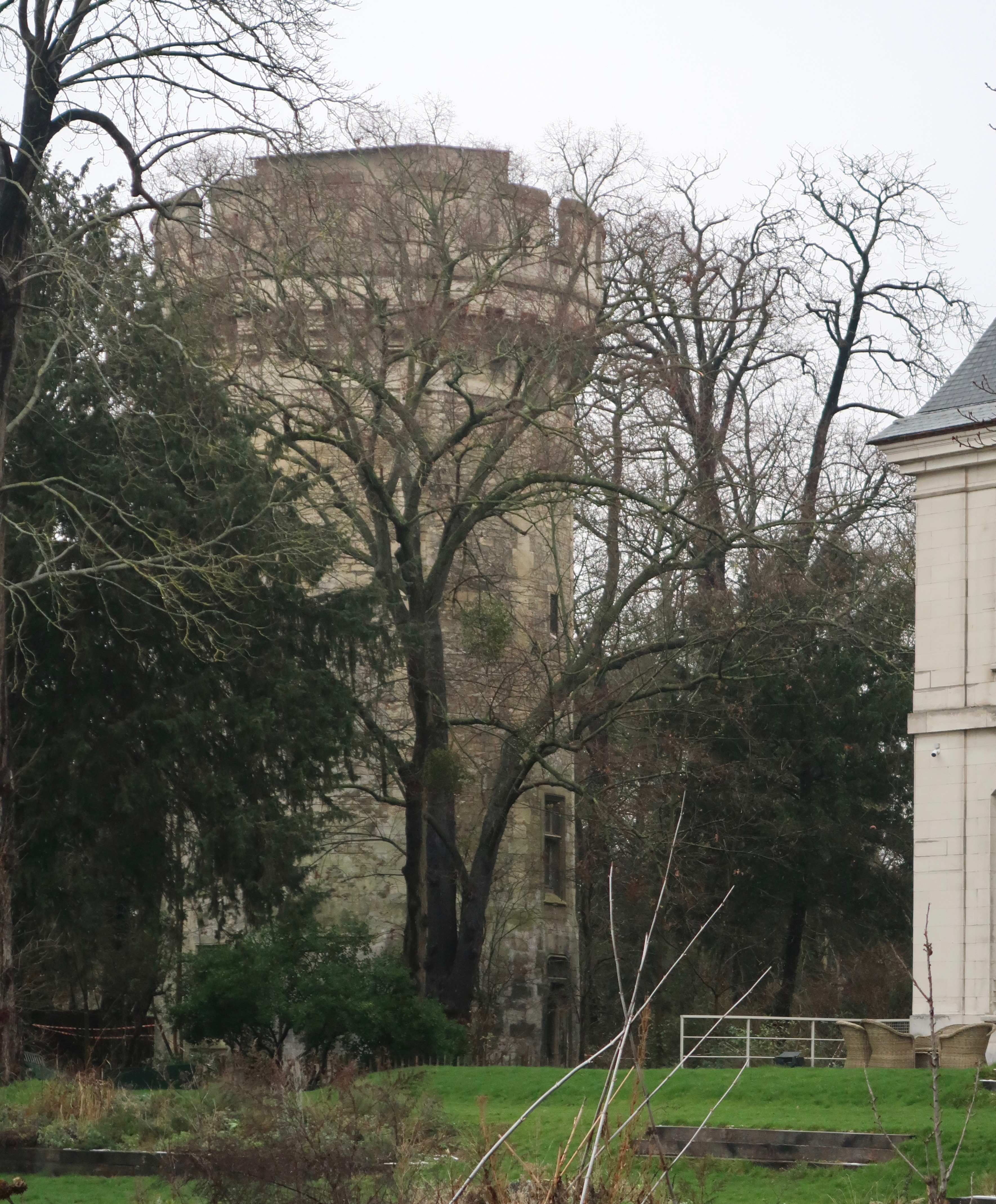
La vieille tour, située à gauche de l'actuel château.

Le baron Haussman destine initialement cette résidence au nouveau prince impérial, né en 1856, et qui bébé, est alors souvent promené dans le bois de Boulogne, sa mère l'impératrice Eugénie disposant comme résidence de villégiature du château de Bagatelle, situé juste un peu plus au nord et mis à sa disposition par Lord Hertford. Haussmann fait appel à son collaborateur, l'architecte Gabriel Davioud, pour qu'il construise cette nouvelle maison de plaisance et ses dépendances. Davioud livre alors un pavillon de deux étages plus combles, avec de chaque côté deux ailes basses en rez-de-chaussée avec terrasse. Une vieille tour, ancien colombier de l'abbaye qui se trouve dans le domaine, à proximité du château nouvellement construit est conservée bien qu'elle menace ruines. Elle est restaurée en 1857, lors de l'aménagement du parc, en lui donnant un faux aspect de tour de défense médiévale,.
Alors que le baron Haussmann informe l'Empereur que la résidence est achevée, ce dernier la lui met alors à sa disposition  lui disant :
« Il est bien juste que vous, à qui nous devons l'idée première et les moyens de réaliser l'annexion au bois de Boulogne de toute cette plaine de Longchamp, vous puissiez vous y reposer de la fatigue de vos travaux. »
Le conseil municipal de Paris vota qu'en plus de lui concéder le château, son entretien et son mobilier, ainsi que l'entretien du parc seraient à la charge de la ville. Le baron Haussman se servira du château comme résidence d'été pendant une douzaine d'années, jusqu'à son départ de la préfecture de la Seine en janvier 1870. En juin 1869, il y reçut à dîner le vice-roi d'Égypte, Ismaïl Pacha.
Le château est par la suite loué un temps par la ville de Paris à l'homme d'affaires, créateur des Grands Magasins du Louvre, Alfred Chauchard. Il fait installer dans la tour « médiévale » qui servait de belvédère un ascenseur (sans doute le premier ascenseur privé en France) Roux-Combaluzier, Vernes, Guinet, Sigros & Cie lorsque le domaine est relié au réseau électrique en 1899.
Il est par la suite laissé à l'abandon et tombe en ruine. Il sera restauré vers 1910 et devient alors la propriété et la résidence du parfumeur François Coty, dont l'usine se trouve à proximité, à Suresnes. Celui-ci décide dans l'entre-deux-guerres de le faire démolir afin de construire un nouveau bâtiment, l'actuel pavillon. L'édifice est encore en travaux lorsqu'il meurt en 1934 ; le nouvel édifice n'est finalement achevé qu'après la guerre, à la fin des années 1940.

### Second château

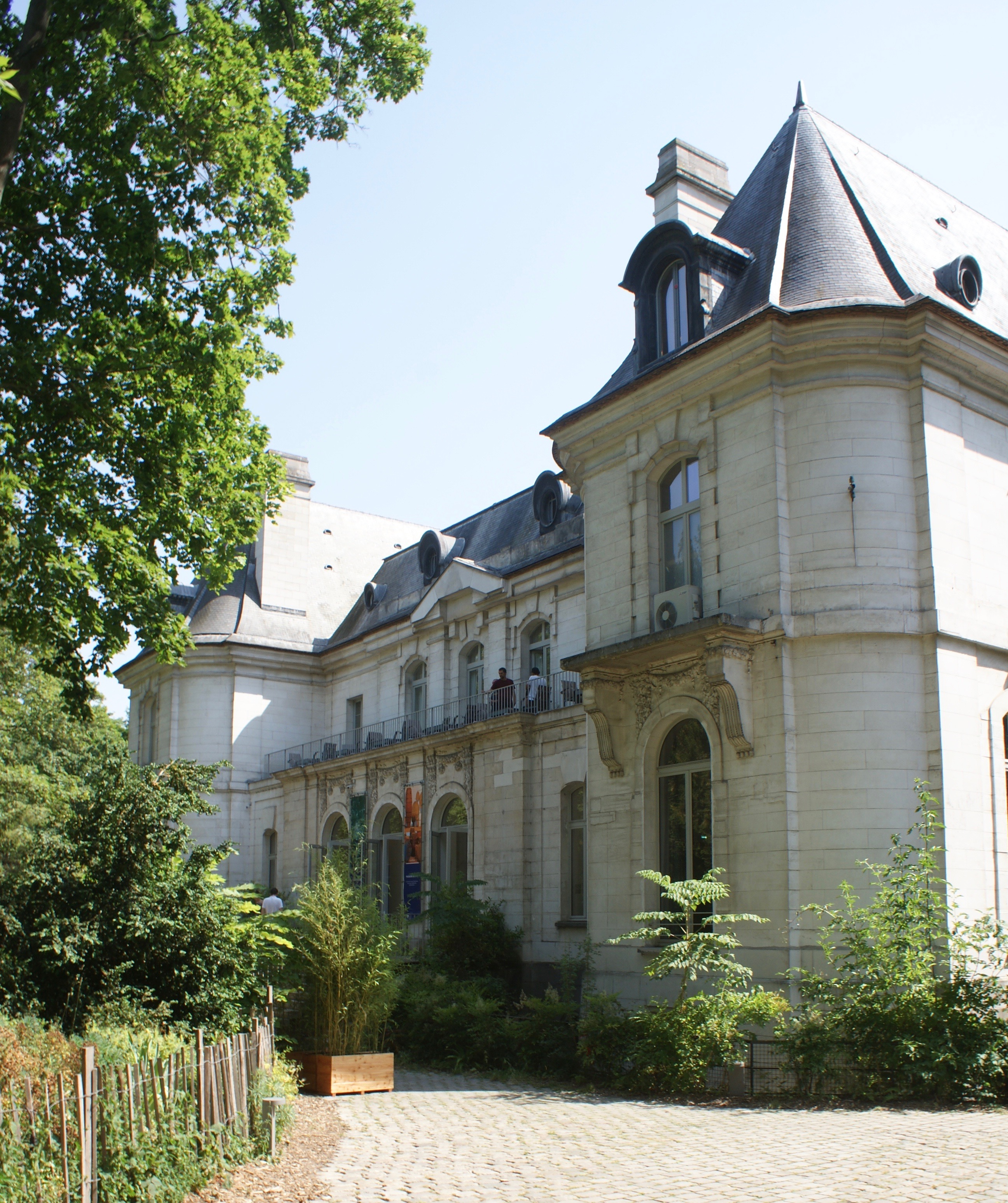
Façade nord.

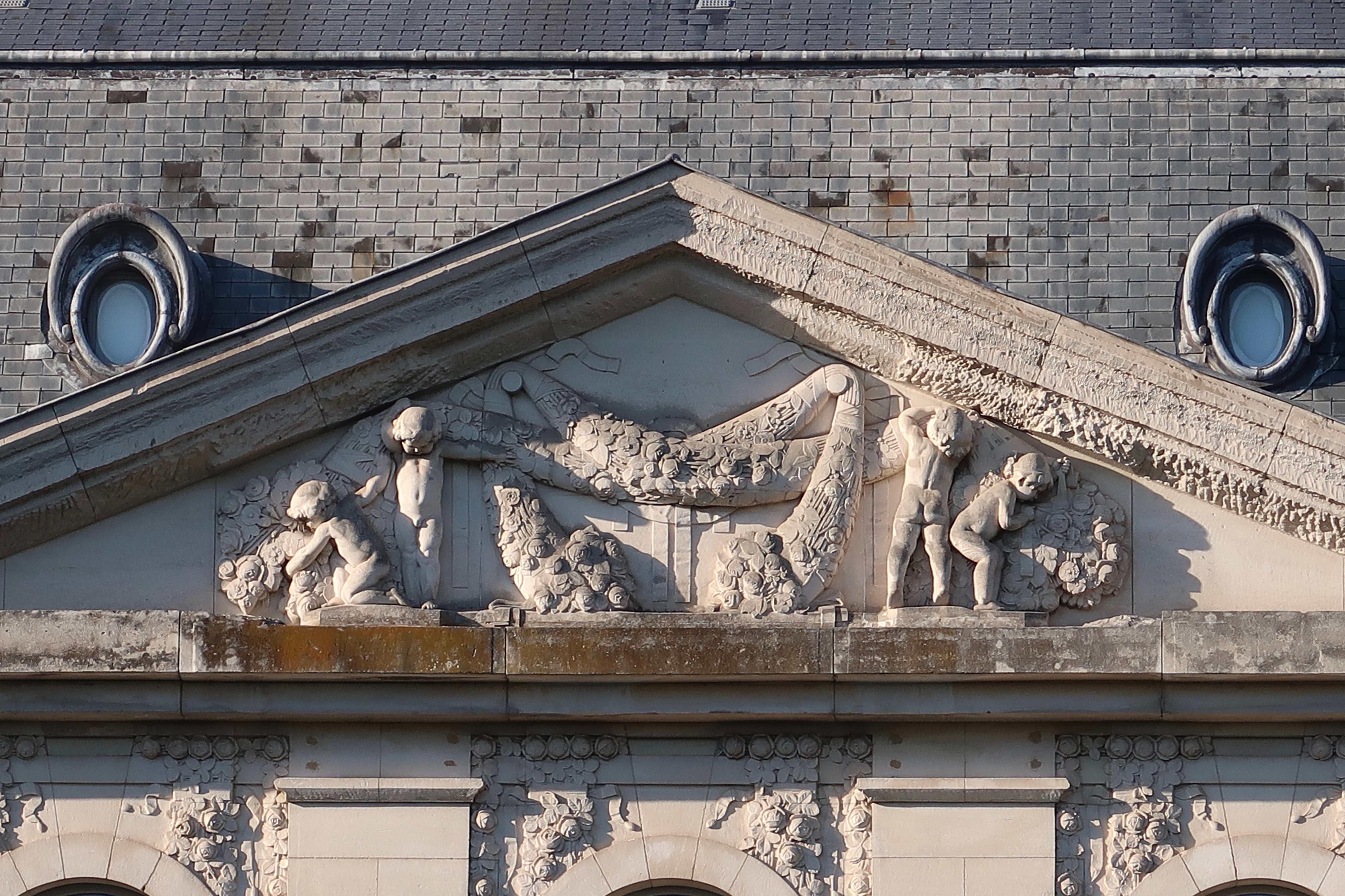
Détail du fronton.

La ville de Paris, redevenue propriétaire, va le mettre à disposition du Centre international de l'enfance (CEI) créé en 1949 par le gouvernement français et les Nations unies sous l'impulsion du pédiatre français Robert Debré et du bactériologiste polonais Ludwik Rajchman, considéré comme le fondateur de l'Unicef et dont il sera le premier président. Ce centre a pour objet l'étude des problèmes de santé des enfants dans le monde et de former les personnes s'y intéressant. Tournant avec moins d'une centaine de personnes, le centre accueillera plusieurs milliers de boursiers (chercheurs, médecins, sages-femmes, infirmiers, etc.) dont beaucoup d'Afrique francophone.
Dans le cadre de la CEI, une unité de l'Inserm est hébergée dans le bâtiment : l'unité 73 « Infirmités d’origine virale : épidémiologie, étiologie, physiopathologie et prévention » de 1967 à 1973, devenu à partir de 1974 « Biologie prénatale » puis « Génétique et pathologies fœtales ». Le centre international de l'enfance abandonne le site en 1996.
Le domaine va être utilisé par WWF France mais le château restera inoccupé pendant plus de 25 ans. En 2015, la mairie de Paris confie le château et son domaine à la fondation GoodPlanet pour une durée de 30 ans,. Une rénovation importante du château et du domaine est alors entreprise, pour un coût de 6 millions d'euros, financée par des mécènes et par les sous-concessionnaires du domaine, WWF France et Noctis. La rénovation est l'œuvre de Patrick Bouchain pour le château et de paysagistes pour le parc.